# Emil Schumacher

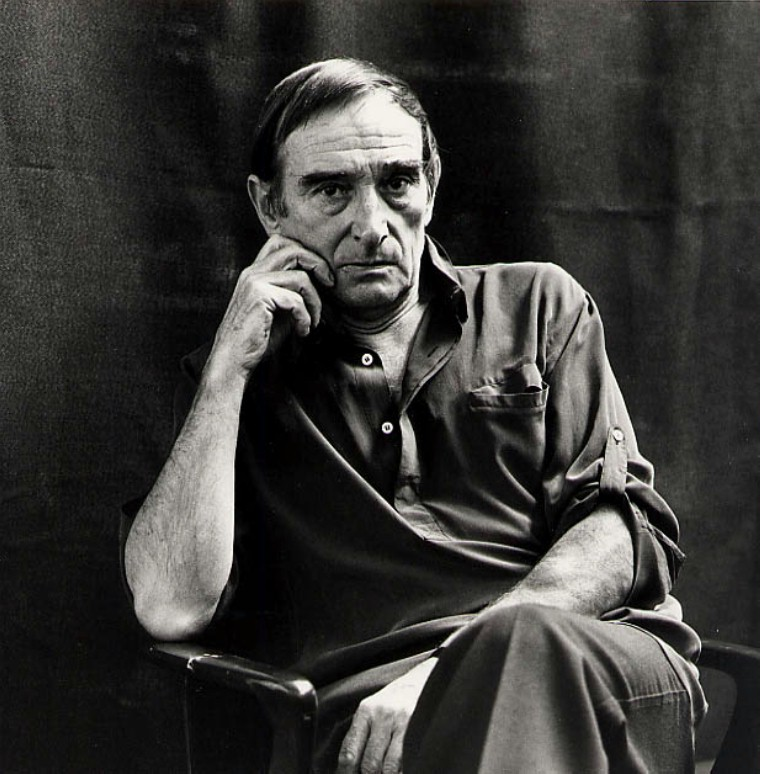
Emil Schumacher, 1981. Foto: Ralf Cohen, Karlsruhe

Emil Schumacher (* 29. August 1912 in Hagen, Westfalen; † 4. Oktober 1999 in San José, Ibiza) war ein deutscher Maler und Vertreter des Informel.

## Leben
Emil Schumacher wurde am 29. August 1912 als drittes Kind von Anna und Emil Schumacher in Hagen geboren. Von 1926 bis 1931 besuchte er die Oberrealschule in Hagen.
Schumacher studierte vom Wintersemester 1931/32 bis zum Ende des Wintersemesters 1933/1934 Werbegrafik an der Handwerker- und Kunstgewerbeschule in Dortmund. Von 1935 bis 1939 war er als freier Maler tätig.
Nach der Machtübertragung an die Nationalsozialisten wurde Schumacher wegen des Vorwurfs des „Kulturbolschewismus“ nicht in die Reichskammer der bildenden Künste aufgenommen. In den Kriegsjahren war er Technischer Zeichner in den Akkumulatoren-Werken, einem Hagener Rüstungsbetrieb. Im Jahr 1941 heiratete er Ursula Klapprott und Sohn Ulrich wurde geboren. Unmittelbar nach Kriegsende startet er einen Neubeginn als freier Künstler.

### 1947 bis 1953
Nach dem Zweiten Weltkrieg begann Schumacher mit kubistischen Landschaften, 1947 hatte er seine erste Einzelausstellung in dem von dem Architekten Rasch eingerichteten Studio für neue Kunst in Wuppertal und wurde Mitbegründer der Künstlervereinigung Junger Westen. 1948 erhielt er den Kunstpreis Junger Westen der Stadt Recklinghausen, im selben Jahr kaufte das Karl-Ernst-Osthaus-Museum Hagen zwei seiner Bilder, Stillleben und Stillleben mit Pilzen, an.
In den 1950er Jahren entwickelte er Werke, die nur aus der Farbe lebten, ohne jegliches konstruktives Gerüst. Dominierendes Thema seiner Arbeiten sind die Eigenwertigkeit der Farbe und Farbmaterie.

### Ab 1954

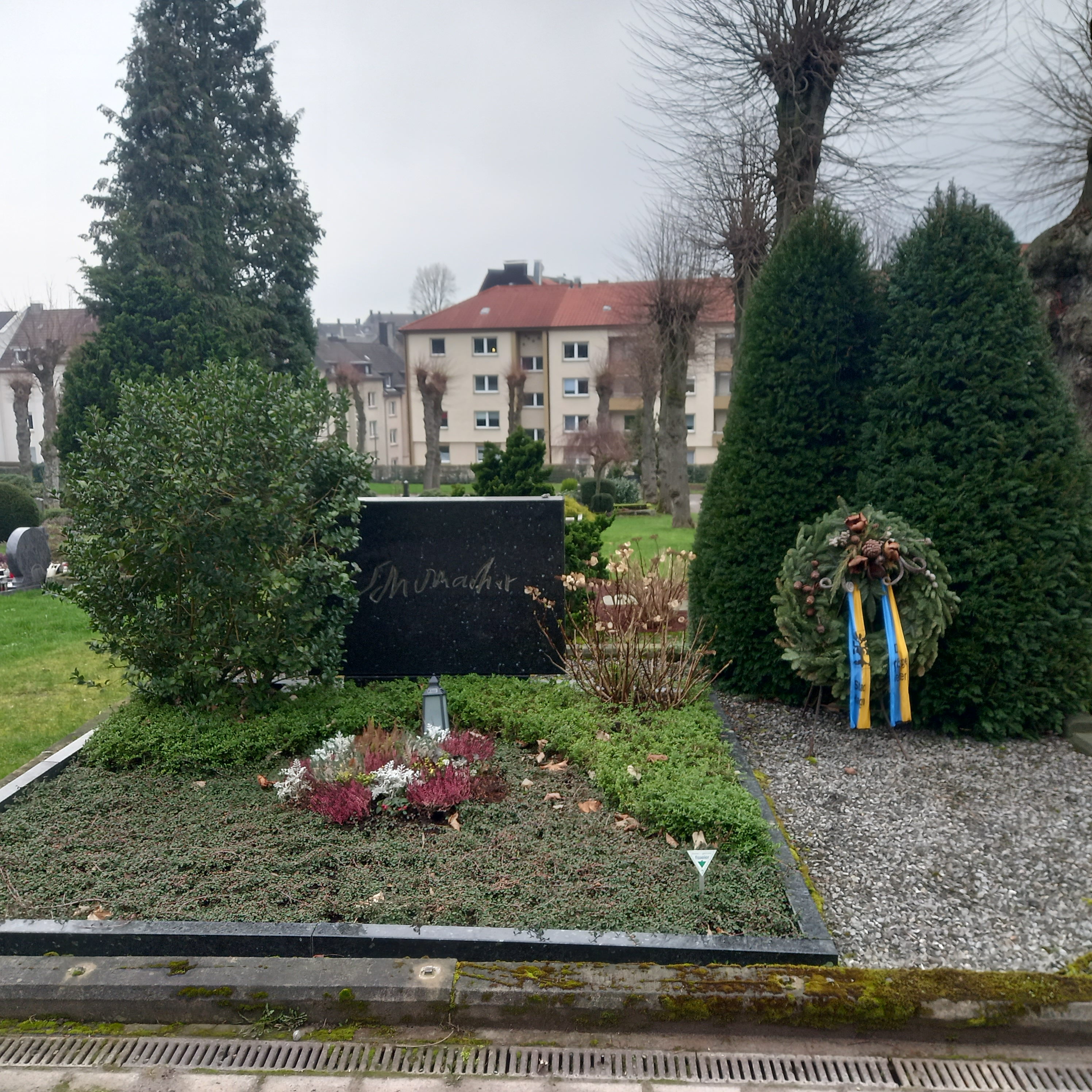
Das Grab von Emil Schumacher auf dem Remberg-Friedhof in Hagen

1954 beteiligte sich Schumacher an der von Willem Sandberg im Stedelijk Museum, Amsterdam veranstalteten Ausstellung Deutsche Kunst nach 45, dabei wurde zum ersten Mal nach dem Krieg zeitgenössische Kunst aus Deutschland im Ausland gezeigt.
Ab 1955 wurde Schumacher durch erste Ausstellungen und Preise bekannt; seine Teilnahme an der 29. Biennale von Venedig 1961 sowie die Verleihung des Guggenheim Award (National Section) bereits 1958 dokumentieren seinen internationalen Durchbruch.
Im Jahr 1959 war Emil Schumacher Teilnehmer der documenta II in Kassel. Von 1958 bis 1960 hatte er eine Professur an der Hochschule für Bildende Künste in Hamburg inne. Zwischen 1961 und 1972 war Emil Schumacher Vorstandsmitglied des Deutschen Künstlerbundes. Von 1966 bis 1977 war er Professor an der Staatlichen Akademie der bildenden Künste in Karlsruhe.
1964 war er mit drei großformatigen Bildern auf der documenta III und im Jahr 1977 auf der documenta 6 in Kassel vertreten. Heute hängen seine Arbeiten zwischen New York und München in vielen wichtigen Museen der Welt. Unter seinen zahlreichen Kunstwerken für den öffentlichen Raum finden sich u. a. großformatige Mosaikarbeiten für die U-Bahn-Station Colosseo in Rom. Er erhielt im Jahr 1982 den Rubenspreis der Stadt Siegen.
Nach seinem Tod im Jahr 1999 fand Emil Schumacher die letzte Ruhe auf dem Hagener Remberg-Friedhof in einem Ehrengrab.

## Auszeichnungen (Auswahl)
- 1948: Kunstpreis junger westen der Stadt Recklinghausen
- 1955: Kunstpreis der Stadt Iserlohn
- 1956: Konrad-von-Soest-Preis, Münster
- 1958: Karl Ernst Osthaus-Preis, Hagen
- 1958: Guggenheim Award (National Section), New York
- 1959: Preis des japanischen Kultusministers anlässlich der V. International Art Exhibition, Tokio
- 1959: Menzione d´Onore – XI. Premio Lissone
- 1962: Premio Cardazzo – XXX. Biennale di Venezia
- 1962: First prize silver medal, Bang Danh-Du
- 1962: Award – 1st International Arts Exhibition, Saigon
- 1963: Großer Kunstpreis des Landes Nordrhein-Westfalen, Düsseldorf
- 1965: 2. Preis der VI. Exposition Internationale de Gravure, Ljubljana
- 1966: Prize of the Governor of Tokyo – 5th Internationalen Biennal Exhibition of Prints, Tokio
- 1974: Ibiza '74, Preis der Stadt Ibiza – Graphik-Biennale 1974
- 1978: August Macke Preis, Stadt Meschede
- 1981: Pour le mérite für Wissenschaft und Künste
- 1982: Rubenspreis der Stadt Siegen
- 1982: Ehrenring der Stadt Hagen
- 1983: Großes Verdienstkreuz des Verdienstordens der Bundesrepublik Deutschland mit Stern
- 1987: Jerg-Ratgeb-Preis der Stadt Reutlingen
- 1987: Preis der Europäischen Akademie für Bildende Kunst, Trier
- 1987: Verdienstorden des Landes Nordrhein-Westfalen[4]
- 1987: Ehrenbürger der Stadt Hagen
- 1988: Silber-Medaille – 2. Internationale Biennale Bagdad, Irak
- 1990: Bürger des Ruhrgebiets des Vereins Pro Ruhrgebiet
- 1991: Grand prix d´honneur, Goldmedaille – XIX. Biennale Internationale de Gravure, Ljubljana
- 1991: Harry-Graf-Kessler-Preis des Deutschen Künstlerbundes
- 1992: Verleihung der Ehrendoktorwürde der Technischen Universität Dortmund
- 1993: Salle d'honneur der "XX. Biennale Internationale de Gravure", Ljubljana
- 1996: Gleichzeitig mit dem Philosophen Hans-Georg Gadamer (1900–2002) wurde Emil Schumacher in Jena die Ehrenbürgerwürde der Friedrich-Schiller-Universität verliehen. Von Matthias Maaß gibt es ein am 2. Juni 1998 gemaltes Bild mit dem Titel "Emil Schumacher und Hans-Georg Gadamer in Jena" (Tusche und Aquarell auf Papier, 59,8 × 79,9 cm)[5].
- 2009: Eröffnung des Emil Schumacher Museums in Hagen

## Museum
In seiner Heimatstadt Hagen entstand 2006 bis 2009 das Kunstquartier Hagen, welches das Osthaus Museum und – zu seinen Ehren – das neu gebaute Emil Schumacher Museum in einem Museumsensemble vereint. Im Juli 2006 begannen die Bauarbeiten für den Neubau sowie den Umbau und die Erweiterung des Osthaus Museums. Die Eröffnung wurde am 28. August 2009 gefeiert. Direktor des Emil Schumacher Museums ist seit 2021 der Kunsthistoriker Rouven Lotz, der bereits seit 2011 als Wissenschaftlicher Leiter mit dem Stifter des Museums und Sohn des Künstlers, Ulrich Schumacher, zusammenarbeitete und in seiner Nachfolge den künstlerischen Nachlass von Emil Schumacher betreut.

## Werke in Museen in Deutschland (Auswahl)
- Berlin: Nationalgalerie, Staatliche Museen zu Berlin – Preußischer Kulturbesitz
- Bochum: Kunstmuseum Bochum, Kunstsammlungen der Ruhr-Universität Bochum, Situation Kunst (für Max Imdahl)
- Bonn: Kunstmuseum Bonn
- Bremen: Kunsthalle Bremen
- Dortmund: Museum Ostwall
- Düsseldorf: Kunstsammlung Nordrhein-Westfalen, Museum Kunstpalast
- Duisburg: Wilhelm Lehmbruck Museum, MKM – Museum Küppersmühle für Moderne Kunst
- Emden: Kunsthalle Emden – Stiftung Henri und Eske Nannen und Schenkung Otto van de Loo
- Essen: Museum Folkwang
- Frankfurt: Städel Museum, MKM – Museum für Moderne Kunst
- Freiburg: Augustinermuseum
- Hagen: Osthaus Museum Hagen, Emil Schumacher Museum
- Hamburg: Hamburger Kunsthalle
- Hamm: Gustav-Lübcke-Museum
- Hannover: Sprengel Museum
- Herne: Emschertal-Museum
- Jena: Kunstsammlung, Städtische Museen Jena
- Kaiserslautern: Pfalzgalerie
- Karlsruhe: Staatliche Kunsthalle, ZKM – Zentrum für Kunst und Medientechnologie
- Kassel: Hessisches Landesmuseum
- Kiel: Kunsthalle zu Kiel
- Köln: Museum Ludwig
- Künzelsau: Museum Würth
- Leverkusen: Museum Morsbroich
- Ludwigshafen: Wilhelm-Hack-Museum
- Lübeck: Kunsthalle St. Annen Museum
- Mannheim: Kunsthalle Mannheim
- Mülheim/Ruhr: Kunstmuseum Mülheim an der Ruhr
- München: Pinakothek der Moderne
- Münster: LWL-Museum für Kunst und Kultur
- Recklinghausen: Kunsthalle Recklinghausen
- Saarbrücken: Saarlandmuseum-Moderne Galerie
- Siegen: Museum für Gegenwartskunst Siegen
- Stuttgart: Staatsgalerie, Kunstmuseum, Institut für Auslandsbeziehungen
- Ulm: Museum Ulm
- Wiesbaden: Museum Wiesbaden
- Witten: Märkisches Museum
- Wolfsburg: Kunstmuseum Wolfsburg
- Wuppertal: Von der Heydt-Museum

## Ausstellungen (Auswahl)
- 1946: Studio Rasch, Wuppertal
- 1948: Karl Ernst Osthaus Museum der Stadt Hagen
- 1958: Galerie Stadler, Paris
- 1960: Samuel M. Kootz Gallery, New York
- 1961: Kestner-Gesellschaft, Hannover
- 1962: XXXI. Biennale Venezia/Venedig
- 1962: Galleria la Medusa, Rom
- 1963: VII. Biennale São Paulo, São Paulo
- 1968: Lefebre Gallery, New York
- 1975: Galeria Internacional de Arte, Madrid
- 1975: Galerie Georg Nothelfer, Berlin
- 1975: Karl Ernst Osthaus Museum der Stadt Hagen
- 1978: Emil Schumacher. Arbeiten 1949–1978., Kunstverein Braunschweig
- 1990: Josef Albers Museum, Bottrop
- 1997/1998: Emil Schumacher – Retrospektive | Rétrospective, Galerie nationale du Jeu de Paume/Paris, Hamburger Kunsthalle/Hamburg, Haus der Kunst/München
- 1997: Sprengel Museum, Hannover
- 2001: Emil Schumacher – Werke aus sieben Jahrzehnten, Kunsthalle Emden, Stiftung Henri Eske und Nannen, Emden
- 2003: Villa Wessel Iserlohn – Sammlung Kraft Bretschneider
- 2007: Emil Schumacher – Landschaften sind es nicht, aber wie könnte ich mich der Natur entziehen? Museum für Gegenwartskunst, Siegen
- 2010: Nolde/Schumacher – Verwandte Seelen, Emil Schumacher Museum, Hagen/Berlin
- 2012/13: Schumacher-Afrika – Die Bilder Schumachers im Dialog mit Monumental-Skulpturen aus dem Niger-Delta, Emil Schumacher Museum, Hagen
- 2013: Malerei ist gesteigertes Leben – Emil Schumacher im internationalen Kontext, Emil Schumacher Museum, Hagen
- 2013: Emil Schumacher – Abenteuer Malerei, Ulmer Museum, Ulm
- 2013: Emil Schumacher – Beseelte Materie, Kunsthalle St. Annen, Museumsquartier St. Annen, Lübeck
- 2013: Young-Jae Lee und Emil Schumacher, Emil Schumacher Museum, Hagen
- 2013/2014: Norbert Kricke und Emil Schumacher – Positionen in Plastik und Malerei nach 1945, Emil Schumacher Museum, Hagen
- 2016/2017: Gilgamesch – Baumeister und Schumacher, Emil Schumacher Museum, Hagen
- 2018/2019: Emil Schumacher – Inspiration und Widerstand, Museum Küppersmühle für Moderne Kunst, Duisburg

## Werke (Auswahl)
- 1960: Rofos, Öl auf Leinwand, 100 × 81 cm, Privatsammlung, Städtische Kunsthalle, Recklinghausen
- 1982: Arpha, Öl und Sand auf Holz, 170 × 124,5 cm, Kunstsammlung Deutsche Bundesbank, Frankfurt am Main